# Улица Чехова (Балашиха-3)
У́лица Че́хова — улица в микрорайоне Балашиха-3 города Балашиха Московской области.

## Описание

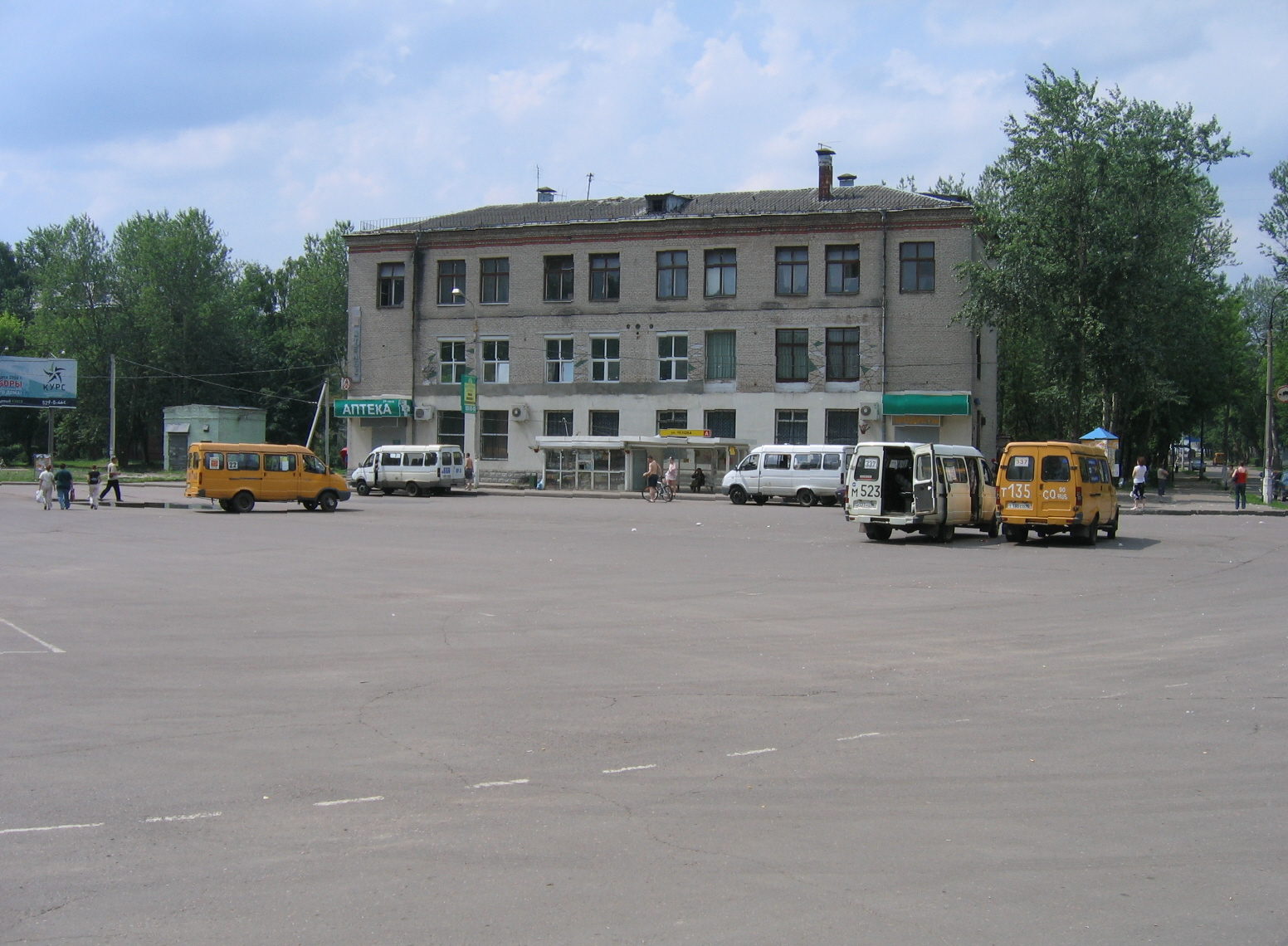
Остановка общественного транспорта в конце улицы

Улица расположена в микрорайоне Балашиха-3, в южной части его жилой застройки, имеющей чёткую квартальную планировку.
Отходит на восток от улицы 40 лет Октября, которая проходит вдоль огороженной территории ОАО «Криогенмаш». Напротив регулируемого перекрёстка (к западу) расположена проходная завода, а перед ней (к востоку) — асфальтированная транспортная площадка с торговыми павильонами по периметру. К северу от этого места тянется линия кирпичных гаражей, разделяющая промзону и жилые кварталы.
Улица Чехова от начала до конца идёт по прямой, при этом к ней примыкают с севера или пересекают через каждый квартал следующие улицы: Комсомольская, Октябрьская (центральная улица, ведущая ко Дворцу культуры) и Пушкинская.
Улица заканчивается в районе большой асфальтированной площадки с диспетчерской, на которой расположена конечная остановка общественного транспорта (автобусов и маршрутных такси) в микрорайоне Балашиха-3. На север от конца улицы Чехова отходит Восточная улица, которая граничит с Озёрным лесопарком, на юго-запад следует проспект Ленина. Отсюда же на юг уходит безымянный проезд, выходящий на шоссе Энтузиастов с нерегулируемым пешеходным переходом через него и имеющий участок с односторонним движением на шоссе Энтузиастов. 
Нумерация домов — от улицы 40 лет Октября.

## Здания и сооружения
Нечётная сторона
Чётная сторона

## Интересные факты

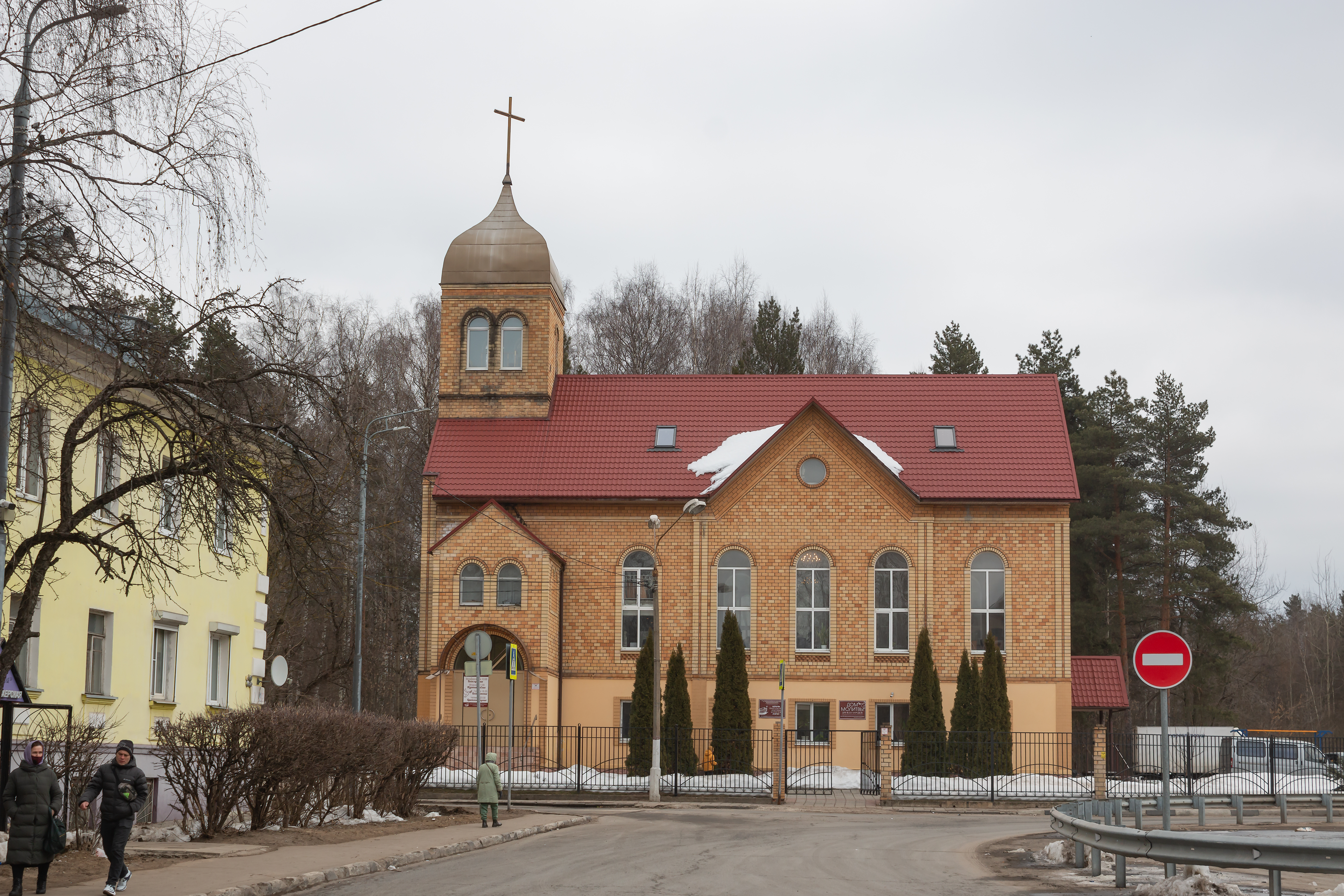
Церковь евангельских христиан-баптистов «Ковчег»

На всём протяжении улицы Чехова хорошо видна находящаяся на границе Озёрного лесопарка Церковь евангельских христиан-баптистов «Ковчег» (построена в 2001—2004; архитектор Василий Белов). Здание молитвенного дома очень удачно расположено — на него выходит также конечный участок проспекта Ленина, и его архитектурные объёмы с качественной кирпичной кладкой хорошо выделяются на фоне густых деревьев.
С начала 2000-х годов городские власти препятствовали деятельности баптистов; при этом в местных СМИ среди жителей разжигалась религиозная вражда по отношению к членам церкви. Молитвенный дом общины неоднократно подвергался нападениям вандалов. В частности, летом 2003 по факту его поджога было возбуждено уголовное дело. Верхом конфликта стало требование Балашихинской администрации снести молитвенный дом и освободить земельный участок.
Длительные судебные разбирательства завершились 17 января 2005 заключением в апелляционном арбитражном суде г. Москвы мирового соглашения.